# رولاند دبليو. شميت
رولاند دبليو. شميت (بالإنجليزية: Roland W. Schmitt)‏ هو فيزيائي أمريكي، ولد في 24 يوليو 1923 في سيغوين في الولايات المتحدة، وتوفي في 31 مارس 2017 في سكوتيا في الولايات المتحدة.